# Dia (supermarkt)
Dia is een Spaanse discount supermarktketen met vestigingen in meerdere landen. Lange tijd was Dia eigendom van het Franse concern Carrefour, maar in 2011 scheidde dit concern Dia af en liet het een beursgang maken aan de beurs van Madrid.

## Geschiedenis
In 1979 doet de eerste vestiging van Dia haar deuren open in Madrid. Het is de eerste discountsupermarkt van Spanje. In 1984 verschijnt voor het eerst het huismerk in de typische huisstijl die de keten vandaag de dag nog hanteert (hoewel in licht gewijzigde vorm): een rode streep met daarin het woord 'Dia' en een procentteken. Als in 1989 de keten zich openstelt voor franchisenemers, is het in Spanje al een gevestigd en bekend merk.
Tussen 1990 en 1992 neemt Dia een aantal concurrerende ketens over. Er zijn dan al meer dan 1000 winkels over het hele land verspreid en in 1993 wordt de eerste stap gezet in de internationale markt met de start van dochteronderneming minipreço in Portugal. In 1995 volgt Griekenland waar de keten winkels onder de eigen naam 'Dia' opent. In 1997 wordt de sprong naar Zuid-Amerika gemaakt met de opening van de eerste Dia supermarkt in Argentinië. Binnen twee jaar openen er meer dan 100 filialen in dat land. In 1999 volgt Turkije.
Tussen 1999 en 2000 wordt de keten ingelijfd bij het Franse detailhandelconcern Carrefour. Hierop volgend wordt de Franse discountsupermarkt Ed in de keten Dia ingevoegd. Ondertussen gaat de internationalisering door met in 2001 de opening van de eerste Dia (onder die naam) in Brazilië en in 2003 in de Volksrepubliek China. Maar ook op de Spaanse markt wordt de positie verder versterkt, onder anderen met de overname van de keten Plus in 2007 en het ontwikkelen van twee nieuwe formaten winkel: de Dia Maxi en de Dia Market.
In 2011 besluit Carrefour de supermarktketen te verzelfstandigen, en laat het een beursgang maken aan de beurs van Madrid. Omdat in 2010 alle Dia winkels in Griekenland om werden gebouwd tot Carrefour express of Carrefour Marinopoulos winkels, maakt deze tak geen deel meer uit van het huidige concern.

## Klantenkaart
In 1998 introduceert Dia, als eerste supermarkt in Spanje, een klantenkaart om klanten te binden. Kaarthouders zijn lid van de zogenaamde Dia Club. De kaart geeft onmiddellijke korting aan de kassa, en bovendien krijgen kaarthouders kortingsbonnen en andere voordelen.

## Onderneming
Vandaag de dag zijn er wereldwijd 47.817 mensen werkzaam bij Dia, verspreid over 6.464 etablissementen in 7 landen. Het bedrijf heeft 42 distributiecentra over de gehele wereld.
De vestigingen zijn onder te verdelen in twee formaten: de Dia Market, een normale of zelfs kleine supermarkt (maximaal 400 m²) binnen de bebouwde kom naar het concept van 'soft-discount', en de Dia Maxi, een hypermarkt aan de rand van een stad, volgens het concept 'hard-discount'.
Dia sloot het jaar 2009 met een bruto omzet van 4,469 miljard euro in Spanje en 10,531 miljard wereldwijd.

### Franchise
Van alle Dia vestigingen zijn er 4.303 eigendom van de keten zelf en vallen meer dan 2.000 onder franchisenemers. Hiermee is Dia de vierde Europese franchise-onderneming. De keten streeft ernaar 40% van alle winkels bij franchisenemers onder te brengen.
De franchisenemers hebben niet de verplichting zich aan vaste prijzen te houden, uitgezonderd de prijzen die in de reclamefolder staan. Hierdoor kunnen de prijzen tussen twee vestigingen, die relatief dicht bij elkaar in de buurt zijn, tot zo'n 20% verschillen. Dit is afhankelijk van de buurt waarin de winkel zich bevindt.

### Internationaal
Dia is aanwezig in zeven landen, en is daar bekend onder verschillende namen.
| Land       | Merknaam  | Bruto omzet € (incl. BTW) 2010 | Bruto omzet % 2010 | Klantenkaarthouders    |
| ---------- | --------- | ------------------------------ | ------------------ | ---------------------- |
| Argentinië | Dia       | 698 mln                        | 7%                 | 2,5 mln                |
| Brazilië   | Dia       | 1.107 mln                      | 11%                |                        |
| China      | Dia       | 188 mln                        | 2%                 | Introductie in 2012    |
| Frankrijk  | Dia, Ed   | 2.736 mln                      | 26%                | 2 mln                  |
| Portugal   | Minipreço | 917 mln                        | 9 %                | 3 mln                  |
| Spanje     | Dia       | 4.469 mln                      | 42%                | 14 mln                 |
| Turkije    | Dia       | 416 mln                        | 4%                 | Geïntroduceerd in 2011 |